# 保罗·塞尔瓦
保罗·约瑟夫·塞尔瓦（英語：Paul Joseph Selva，1958年9月27日—），是已退休的美國空军上将，曾担任第10任美国参谋长联席会议副主席，是美国第二高的军官，也是空军中最高的军官。他于2015年7月31日上任，并于2019年8月1日退休。之前曾任美国运输司令部司令。

## 教育经历
- 1980年，美國空軍學院，获航空程理学学士学位
- 1983年，中队指挥官学院，阿拉巴马州，麦克斯韦空军基地，
- 1984年，艾柏林基督大学，获管理与人际关系理学硕士学位，德克萨斯州，艾柏林
- 1992年，空军指挥与参谋学院，优秀毕业生，阿拉巴马州，麦克斯韦空军基地
- 1992年，奥本大学，获政治学理学硕士学位，阿拉巴马州，蒙哥马利
- 1996年，研究院，国防部长战略研究组，华盛顿特区

## 履历表
1. 1980.6-1981.7，毕业生飞行训练，德克萨斯州，里斯空军基地
2. 1981.7-1984.12，副驾驶、机长，第917空中加油中队，德克萨斯州，戴耶斯空军基地
3. 1984.1-1988.12，副驾驶、机长、飞行教练、小队长，第32空中加油中队， 路易斯安那州，巴克斯代尔空军基地
4. 1989.1-1991.7，司令官顾问、防卫飞机系统执行官，战略空军司令部，内布拉斯加州，奥弗特空军基地
5. 1991.8-1992.7，学生，空军指挥参谋学院，阿拉巴马州，麦克斯韦空军基地
6. 1992.7-1994.6，飞行教练、小队长，第9空中加油中队；中队长，第722作战支援中队；加利福尼亚州，马赫空军基地
7. 1994.6-1995.6，中队长，第9空中加油中队；副大队长，第60空运联队作战大队；加利福尼亚州，特拉维斯空军基地
8. 1995.7-1996.6，研究院，国防部长战略研究组，弗吉尼亚州，罗斯林
9. 1996.7-1998.8，主任助理，国防部净评估办公室，弗吉尼亚州，罗斯林
10. 1998.8-2000.7，大队长，第60空运联队作战大队，加利福尼亚州，特拉维斯空军基地
11. 2000.7-2002.6，联队长，第62空运联队，华盛顿州，麦科德空军基地
12. 2002.6-2003.6，副主任，加油机运输机控制中心，伊利诺伊州，斯科特空军基地
13. 2003.6-2004.11，主任，加油机运输机控制中心，伊利诺伊州，斯科特空军基地
14. 2004.12-2006.8，作战主管，美国运输司令部，伊利诺伊州，斯科特空军基地
15. 2006.8-2007.6，空军战略规划主管，空军A8副参谋长办公室，华盛顿特区
16. 2007.6-2008.10，兼任空军四年报告主任，空军副参谋长办公室，华盛顿特区
17. 2008.10-2011.10，参联会主席助理，华盛顿特区
18. 2011.10-2012.11，副司令，太平洋空军，夏威夷州，珍珠港-西克曼联合基地
19. 2012.11-2014.5，司令，美国空军机动司令部，伊利诺伊州，斯科特空军基地
20. 2014.5——2015.7，司令，美国运输司令部，伊利诺伊州，斯科特空军基地
21. 2015.7——2019.8，美国参谋长联席会议副主席

## 晋衔表
| 标志 | 军衔 | 日期           |
| ---- | ---- | -------------- |
|      | 上将 | 2012年11月29日 |
|      | 中将 | 2008年10月8日  |
|      | 少将 | 2007年6月2日   |
|      | 准将 | 2004年1月1日   |
|      | 上校 | 1998年9月1日   |
|      | 中校 | 1994年3月1日   |
|      | 少校 | 1990年1月1日   |
|      | 上尉 | 1984年5月28日  |
|      | 中尉 | 1982年5月28日  |
|      | 少尉 | 1980年5月28日  |